# JazzArtFestival
Das JazzArtFestival (auch Internationales JazzArtFestival Schwäbisch Hall) ist ein seit 2007 jährlich im Frühjahr stattfindendes Jazzfestival in Schwäbisch Hall, dass viertägig in der Spitalkirche zum Heiligen Geist ausgerichtet wird.

## Festival
Das JazzArtFestival hat über die Jahre zahlreiche namhafte Jazzmusiker aus aller Welt präsentiert, darunter Jan Garbarek, Till Brönner, Enrico Rava, Stanley Clarke, Michael Wollny, Joachim Kühn, Avishai Cohen, Charles Lloyd, Louis Sclavis, Rabih Abou-Khalil, Norma Winstone, Emil Mangelsdorff, Rolf Kühn, Oregon und Vijay Iyer.
Auch weitere europäische Künstler wie Sebastian Studnitzky, Laura Jurd, Nils Wogram, Julia Hülsmann, Nik Bärtsch, Lucia Cadotsch, Helge Lien, Vincent Peirani und viele mehr waren vertreten.
Musikalisch bewegt sich das Festival zwischen Jazz, Modern Jazz, Weltmusik, Blues, und Pop.

## Geschichte
Das JazzArtFestival wurde 2007 als gemeinsames Projekt des Kulturbüros der Stadt Schwäbisch Hall, des Club Alpha 60, des Goethe-Instituts Schwäbisch Hall und des „Konzertkreis Triangel“ ins Leben gerufen. Ziel war es, renommierte Jazzmusiker nach Schwäbisch Hall zu holen und die lokale wie internationale Jazzszene zu bereichern.
2010 wurde der „Jazzclub Schwäbisch Hall e.V.“ gegründet, um die Jazzförderung auf eine breitere Basis zu stellen. Der Verein arbeitet ehrenamtlich und ist seither Mitveranstalter des JazzArtFestivals sowie der Konzertreihe „JazzTime“. Seit 2016 wird das Festival auch vom Ministerium für Wissenschaft, Forschung und Kunst Baden-Württemberg gefördert.
Ein Meilenstein war 2022 die Ausrichtung des Landesjazzfestivals Baden-Württemberg durch den Jazzclub und das Kulturbüro Schwäbisch Hall.